# 7e Lac
7e Lac är en sjö i Kanada.   Den ligger i regionen Lanaudière och provinsen Québec, i den sydöstra delen av landet, 170 km nordost om huvudstaden Ottawa. 7e Lac ligger 281 meter över havet. Arean är 1,3 kvadratkilometer. Den sträcker sig 1,6 kilometer i nord-sydlig riktning, och 2,9 kilometer i öst-västlig riktning.
I omgivningarna runt 7e Lac växer i huvudsak blandskog. Runt 7e Lac är det ganska tätbefolkat, med 129 invånare per kvadratkilometer.